# Кила (митологија)
Кила је у грчкој митологији била кћерка Лаомедонта и Плакије и Леукипе.

## Митологија
Била је удата за Тимета, са којим је родила сина Мунипа у исти дан када је Хекаба, супруга њеног брата Пријама, родила Париса. Када је тројански пророк Есак, на основу једног Хекабиног сна, објавио да ће дете рођено у краљевској кући донети пропаст граду, Пријам је схватио да се то односи на Мунипа. Зато је наредио да се и мајка и дете убију, а потом их је сахранио у Тројевом светом гају. Према другој причи, Кила је била Хекабина сестра и имала сина са Пријамом.

## Тумачење
Килино име има значење „божанска коцка сачињена од магареће кости“ и Роберт Гревс ју је изједначавао са Атеном, која је владала тројанском тврђавом, која је измислила овакав начин предвиђања (прорицања) и руководила Муниповим убиством.